# Glyphidomarptis cyphoplaca
Glyphidomarptis cyphoplaca là một loài bướm đêm trong họ Crambidae.